# Gisbert Lensing
Gisbert Lensing (* 8. Dezember 1783 in Hüthum; † 25. April 1856 ebenda) war Kanoniker, später Gutsbesitzer und Politiker.

## Leben
Lensing war der Sohn des Besitzers des Uferhofes in Hüthum Johann Heinrich (auch Jan Hendrik) Lensing (* 20. April 1747) und dessen Ehefrau Hendrina Wilhelmina geborene Baumann (* 17. Dezember 1761 auf dem Warthmannshof in Reeserwaard). Er war katholisch und blieb ledig.
Lensing besuchte das humanistische Gymnasium in Emmerich und studierte nach dem Abitur mit einem Ehrenstipendium aus der Lueb-Moshöverlschen Stiftung Theologie. Am 17. März 1808 wurde er im Aachener Dom zum Priester geweiht. 
Er war katholischer Priester und war bis zur Aufhebung des Stifts St. Martini in Emmerich am Rhein 1811 dort Kanoniker. Er war zuständig für die Verwaltung des Stiftsvermögens und der landwirtschaftlichen Besitzungen. Später war er Gutsbesitzer. Er war zunächst in Emmerich vielfältig politisch aktiv. Ihm gelang es während der Franzosenzeit, die Schulstiftungen des geschlossenen Gymnasiums vor der Einziehung durch die Franzosen zu sichern, später hat er sich für den Bau einer Eisenbahnverbindung eingesetzt. Er war auch Deichgraf.
Über den Ort hinaus war er für den Stand der Landgemeinden von 1826 bis 1845 (eine Wahl 1851 lehnte er aus verfassungsrechtlichen Gründen ab) Mitglied des rheinischen Provinziallandtages. Er gehörte 1847 dem Vereinigten Landtag an. Dort unterstützte er die Forderungen von Ludolf Camphausen nach einem gesamtpreußischen Parlament. Während der Revolution von 1848/49 war er Mitglied der preußischen Nationalversammlung. Im Parlament gehörte er dem rechten Flügel an. 1850 war er Mitglied des Staatenhauses des Erfurter Unionsparlaments. Danach gehörte er der preußischen zweiten Kammer an und war zeitweise deren Vizepräsident. Er gilt als einer der profiliertesten Befürworter der Jüdischen Emanzipation im Rheinland.
In Emmerich ist ein Park nach ihm benannt. 1842 wurde er mit dem Roter-Adler-Orden 4. Klasse ausgezeichnet.